# Диспергаторы кальциевых мыл
Диспергаторы кальциевых мыл (сокращенно ДКМ) — группа химических соединений, устраняющая недостатки кальциевых мыл в жёсткой воде. Вообще диспергаторы улучшают образование дисперсных систем, то есть суспензий и эмульсий.
Традиционные мыла, каковыми являются соли жирных кислот, были первыми поверхностно-активными веществами (ПАВ), с которыми познакомился человек. Мыла представляют собой натриевые или калиевые соли высших жирных кислот с общей формулой CnH2n+1COOMe, где CnH2n+1 — алкильный (или алкенильный) радикал, а -COOMe — омыленная карбоксильная группа. Преимущества мыл — полная биоразлагаемость, невысокая цена. Кроме того, потребитель традиционно предпочитает пользоваться кусковым туалетным мылом. Однако главным недостатком мыл является их неустойчивость в природной жёсткой воде. В присутствии растворимых солей кальция и магния происходит образование малорастворимых кальциевых и магниевых солей высших жирных кислот. Липкие частицы кальциевого мыла образуют плёнку на поверхности моющего раствора и оседают на отмываемой поверхности. Тем самым бесполезно теряется мыло, снижается моющее действие и пенообразование. Одним из эффективных способов борьбы с этими недостатками является введение в рецептуру мыла специальных ПАВ — так называемых диспергаторов кальциевых мыл (ДКМ). При введении эффективных ПАВ-ДКМ в количестве 3-5 % от массы мыла даже при значительном избытке солей жёсткости раствор мыла остаётся однородным и не утрачивает моющей способности. Добавка ДКМ улучшает растворимость мыла в холодной воде (снижает точку Крафта), смягчает дерматологическое действие на кожу как за счёт мягкости самих ПАВ-ДКМ, так и за счёт снижения рН моющего раствора (вплоть до 7.2). Кусковые мыла с добавками ДКМ, так называемые смесевые мыла, широко распространены за рубежом, а также экспортируются в Россию (например, мыла «Fa» и «Cliven»).
Диспергаторы кальциевых мыл — это поверхностно-активные вещества, которые предотвращают осаждение солей жирных кислот ионами, обуславливающими жёсткость воды. Вместо осадка в жёсткой воде образуется более или менее мутная дисперсия, которая при достаточном количестве диспергатора может оставаться устойчивой без осаждения в течение длительного времени. Действие ПАВ-ДКМ осуществляется без ковалентного или ионного связывания катионов, в отличие от комплексообразующих и ионообменных агентов, которые образуют химические связи с ионами кальция, магния и другими поливалентными катионами. ДКМ эффективны при концентрациях, существенно меньших стехиометрической концентрации в отношении поливалентного катиона, в то время как комплексообразующие или ионообменные агенты перестают действовать, если только концентрация поливалентного катиона превышает стехиометрическую.
В качестве ДКМ могут выступать анионные, неионогенные ПАВ, а также амфолиты и цвиттер-ионные ПАВ. На основе систематических исследований У. М. Линфилд вывел корреляцию между химической структурой ПАВ и диспергирующей способностью, а также сформулировал критерии, которые следует учитывать при подборе ПАВ-ДКМ:
- Молекула ПАВ-ДКМ должна иметь анионную или амфотерную структуру. Катионные ПАВ для этих целей не пригодны, так как они осаждают мыло, а неионогенные ПАВ не столь эффективны.
- Особенностью структуры ПАВ-ДКМ состоит в наличии дополнительной объёмной полярной группы — эфирной, сложноэфирной, амидной, четвертичной аммониевой группы — между углеводородной цепью и концевой полярной группой, например:
  - CH(COOCH3)SO3Na,
  - CON(СН3)CH2CH2OSO3Na,
  - (OCH2CH2)mOSO3Na,
  - N+(CH3)2CH2CH(OH)CH2SO3¯ и др.
- Амидная группа в отношении диспергирующей способности сильнее сложноэфирной. Амфотерные ПАВ с четвертичным атомом азота еще более эффективны.
- Молекула ПАВ-ДКМ должна содержать линейную алкильную цепь С12—С18 или соответствующую алкиларильную цепь. Это может быть алкил кислот или спиртов — из твердых жиров, соевого, кокосового или рапсового масла, синтетического и др. происхождения.

Следует отметить, что другими методами испытания показано, что неионогенные ПАВ — оксиэтилированные спирты и алкилфенолы — также весьма эффективны как ДКМ. Линфилд исключает их из рассмотрения, по-видимому, в силу сложности их использования в кусковых мылах, так как они часто снижают пенообразование (а иногда и моющее действие) и делают мыло липким, неприятным на ощупь. Однако такие неионогенные ДКМ можно с успехом вводить в рецептуры жидкого мыла и в концентрированные средства, используемые в современных автоматических стиральных машинах. Н. А. Глухаревой и М. Ю. Плетневым установлен явно выраженный синергизм в диспергирующей эффективности для смесей (~1:1) неионогенных полиоксиэтилированных ПАВ и анионных ПАВ, содержащих оксиэтиленовые цепи.
Механизм образования кальциевых мыл заключается в следующем. Как известно, все ПАВ, в том числе мыла, выше определенной концентрации образуют агрегаты — мицеллы. В мицеллах молекулы мыла полярными гидрофильными группами обращены в водную фазу, а неполярными гидрофобными углеводородными хвостами обращены внутрь мицеллы. Поливалентные катионы (например, кальций) образуют нерастворимую соль сразу с двумя молекулами мыла, вследствие чего происходит потеря растворимости и обращение (выворачивание) мицелл углеводородными хвостами в водную фазу. Образующиеся дисперсии кальциевого мыла крайне неустойчивы, поэтому частицы быстро агрегируют в крупные флокулы.
На механизм действия ПАВ-ДКМ существуют различные точки зрения. Согласно одной из них, мыло и ДКМ действуют раздельно: мыло реагирует с ионами жесткости, а ДКМ обеспечивает моющее действие и диспергирование сфлокулировавшего кальциевого мыла. Другая точка зрения заключается в том, что молекулы ДКМ и мыла образуют смешанные агрегаты, более устойчивые в жесткой воде, чем мыло само по себе.
Н. Шенфельд полагает, что, по-видимому, главным фактором действия ДКМ является образование адсорбционно-сольватного слоя из его молекул на поверхности флокул кальциевого мыла. ДКМ из числа эффективных гидрофилизируют поверхность частиц, а в случае ДКМ из числа этоксилатов происходит связывание молекулами диспергатора большого количества молекул воды за счет образования водородных связей с оксиэтильными цепочками, что увеличивает адсорбционно-сольватный слой. Адсорбцией и гидрофилизацией поверхности частиц кальциевого мыла объясняет действие ДКМ и К.-П. Курцендерфер. Он считает, что ДКМ не предотвращает образование кальциевого мыла, а только замедляет агломерацию нерастворимых частиц.
У. Линфилд и И. Вейль полагают, что механизм действия смеси мыла и ДКМ основан на непосредственной ассоциации двух компонентов с образованием смешанных мицелл в водном растворе. Исследования поверхностного натяжения растворов смеси мыла — ДКМ показали, что критическая концентрация мицеллообразования (ККМ) смеси совпадала с ККМ диспергатора самого по себе, изотермы поверхностного натяжения не обнаруживали глубокого минимума при ККМ, который обычно наблюдается в случае смесей ПАВ. Отсюда делается вывод, что смеси натриевого мыла с ДКМ ведут себя как одно чистое ПАВ, и это указывает на смешанную мицеллярную природу таких систем. Анализ твёрдого диспергированного вещества, отделённого фильтрованием дисперсии кальциевого мыла в присутствии ДКМ через полимерную мембрану, показал, что оно содержит все мыло и диспергатор, а также Ca и большую часть Mg, тогда как фильтрат не содержал ПАВ. В экспериментах количество ионов Ca++ и Mg++ заведомо превышало стехиометрическое, необходимое для связывания всего мыла. Независимо от использованного соотношения мыло — ДКМ оно было то же самое, что и в исходной смеси. Отфильтрованное твердое вещество можно опять диспергировать в воде, полученная дисперсия проявляет поверхностную активность (уменьшает поверхностное натяжение, обладает моющим действием). На основании полученных результатов делается вывод, что мыло и ПАВ-ДКМ непосредственно смешаны и дисперсии не стабилизируются поверхностной адсорбцией. Упрощённая модель действия смесей мыла с ПАВ-ДКМ предложена А. Стиртоном. Типичные мицеллы мыла в отсутствии диспергатора обращаются ионами жёсткости с образованием осадка, как показано на рис. 1. При наличии ПАВ-ДКМ в смеси его объёмная полярная группа действует подобно «клину», который препятствует обращению мицелл и осаждению в присутствии двухвалентных катионов (рис. 1).
В более поздней работе Линфилд полагает, что модель, предложенная Стиртоном, является недостаточной. Отмечается, что хотя измерения поверхностного натяжения и указывают на существование смешанных мицелл, пожалуй, более вероятно, что, наряду с упомянутым выше препятствием обращению мицелл в жёсткой воде, все же имеет место адсорбция ДКМ на поверхности частиц кальциевого мыла. Вследствие этого агломерация замедляется, и полного осаждения не происходит.